# Shores of India
Shores of India è un singolo del gruppo musicale olandese The Gentle Storm, l'unico estratto dall'album in studio The Diary e pubblicato il 9 marzo 2015.

## La canzone
Quarta traccia dell'album, Shores of India è caratterizzato da una grande varietà di strumenti, tra cui sitar, surbahar, tabla, shakuhachi e bansuri; il testo narra invece la fase del concept album nel quale i marinai approdano per la prima volta sul continente indiano.
Riguardo alla versione Gentle del brano Arjen Anthony Lucassen lo ha definito «uno dei brani che splende davvero nel suo ambiente acustico. Sembra come un percorso emozionale, anche a causa dei numerosi strumenti esotici che sono stati utilizzati», mentre Anneke van Giersbergen ha invece dichiarato di amare le melodie del brano, da lei definite «misteriose ed esotiche»:

## Video musicale
Anticipato da una breve anteprima diffusa il 16 marzo 2015, il videoclip della versione Storm del brano è stato reso disponibile attraverso il canale YouTube della Inside Out Music a partire dal 23 dello stesso mese, in concomitanza con la pubblicazione dell'albumin Europa.

## Tracce
1. Shores of India (Gentle Version) – 6:40

## Formazione
Gruppo
- Anneke van Giersbergen – voce
- Arjen Anthony Lucassen – chitarra elettrica e acustica, basso acustico, banjo, mandolino, percussioni, hammered dulcimer

Altri musicisti
- Johan van Stratum – basso elettrico
- Michael Mills – bouzouki irlandese
- Jack Pisters – sitar, sitar elettrico
- Remco Helbers – surbahar
- Joost van den Broek – grand piano
- Ed Warby – batteria
- Rob Snijders – percussioni
- Nathanael van Zuilen – tabla
- Epic Rock Choir – coro
- Ben Mathot – violino
- Maaike Peterse – violoncello
- Hinse Mutter – contrabbasso
- Jeroen Goossens – ottavino, flauto, flauto contralto, flauto basso, flauto contrabbasso, oboe, corno inglese, controfagotto, shakuhachi, bansuri, siku, flauto soprano, contralto e tenore, flauto traverso, tin whistle, low whistle, didgeridoo, rombo
- Jenneke de Jonge – corno francese

Produzione
- Arjen Lucassen – produzione, registrazione, missaggio
- Jos Driessen – registrazione
- Brett Caldas-Lima – mastering